# Samostan Dioniziat
Samostan Dioniziat (grško starogrško Μονή Διονυσίου, Moní Dionisíou) je samostan Vzhodne pravoslavne cerkve v meniški državi Gora Atos v Grčiji. Samostan stoji na jugozahodnem delu polotoka in je peti v hierarhiji dvajsetih atoških samostanov. Posvečen je Janezu Krstniku.

## Zgodovina
Samostan je sredi 14. stoletja ustanovil sveti Dionizij Koriški, po katerem je dobil ime. Zgrajen je v bizantinskem slogu. Po pisanju ruskega romarja Izaije je bil samostan do konca 15. stoletja srbski.
Samostanska knjižnica poseduje 804 rokopise in več kot 4.000 tiskanih knjig. Najstarejši rokopis je iz 11. stoletja.
V samostanu je okoli 50 menihov (2019).

## Galerija
- Pogled na Dioniziat z bližnjega klifa
- Notranjost
- Kodeks 90 iz 13. stoletja, ki vsebuje izbore iz  Herodota, Plutarha in Diogena Laerta
- Zlata bula Alekseja III. Trabzonskega

## Sklic
1. ↑  A. E. Bakalopulos (1973). History of Macedonia, 1354-1833.] str. 166.